# Asplenium waikamoi
Asplenium waikamoi är en svartbräkenväxtart som beskrevs av Warren Herbert Wagner. Asplenium waikamoi ingår i släktet Asplenium och familjen Aspleniaceae. Inga underarter finns listade.